# Blumenavia
Blumenavia és un gènere de fongs fal·lals de la família de les clatràcies (Clathraceae). El gènere inclou tres espècies de Sud-amèrica i 3 d'africanes.

## Espècies
- Blumenavia angolensis
- Blumenavia baturitensis
- Blumenavia crucis
- Blumenavia heroica
- Blumenavia rhacodes
- Blumenavia toribiotalpaensis[3]